# 尿流量測定ウロフロメトリー検査
膀胱機能の排尿障害の程度を客観的に知る上で、尿流量測定ウロフロメトリー検査（にょうりゅうりょうそくていウロフロメトリーけんさ）は必要な検査である。

## 検査の読み方
検査結果は数値と二次元グラフの形で表される。グラフの縦軸が尿の速度（単位：ml/秒）である。横軸は時間（単位：秒）である。縦軸の上の方向に高く、横軸が狭い方が尿の勢いが強いことを示す。